# Mecaphesa schlingeri
Mecaphesa schlingeri là một loài nhện trong họ Thomisidae.
Loài này thuộc chi Mecaphesa. Mecaphesa schlingeri được miêu tả năm 1965 bởi Schick.